# Taina Halasima
Taina Halasima (sinh ngày 11 tháng 12 năm 1997) là một vận động viên chạy nước rút người Tonga. Cô đã tham gia cuộc thi 100 mét nữ tại Thế vận hội Mùa hè 2016.